# M2 (Mine)
Die M2 ist eine US-amerikanische Antipersonenmine. Es handelt sich um eine Springmine, die ab 1940 entwickelt und von 1943 bis 1944 produziert wurde. Die Mine wird nicht mehr von den US-Truppen verwendet, wurde aber in zahlreichen Konflikten verwendet und von mehreren anderen Ländern in Kopie produziert. Der Nachfolger der M2 ist die M16.

## Historie
Unter dem Eindruck des beginnenden Zweiten Weltkriegs begannen die USA ab dem Sommer 1940 mit der Entwicklung diverser Antipersonenminen. Nach dem Fall Frankreichs kamen die USA durch den französischen Major Pierre Delalande (auch Paul J. M. R. Delalande) in den Besitz der Pläne für die französische Springmine vom Typ Modèle 1939. Die Mine wurde in den USA unter dem Namen „Paul Delalande“ patentiert. Auf dieser Basis wurde dann die US-amerikanische M2 Mine entwickelt. Die Produktion in den USA erfolgte von Januar 1943 bis September 1944 und es wurden in diesem Zeitraum ca. 4.161.000 Stück produziert. Eingesetzt wurde die Mine ab Mitte 1943. Die M2 war kein sonderlich erfolgreiches Design, daher wurden nach Ende des Zweiten Weltkriegs auf Basis der erbeuteten Pläne der deutschen S-Mine Nachfolger für die M2 entwickelt, die schließlich durch die M16 ersetzt wurde. Die M2 wurde von diversen Ländern, wie Zypern, Griechenland, Taiwan, Südafrika und der Türkei, beschafft und zusätzlich von anderen Ländern kopiert. Infolge der Ratifikation der Ottawa-Konvention wurde bis März 2008 große Lagerbestände der M2, z. B. in Griechenland, Zypern und der Türkei vernichtet.

## Beschreibung
Die M2 besteht aus 3 Hauptbestandteilen: Basis, Zünder und Geschoss. Die Basis verbindet Zünder und Geschoss und enthält eine Treibladung für das Geschoss. Die Hülle für das Geschoss ähnelt einer Konservendose. Das Geschoss basiert auf einer 60 mm Mörsergranate (ursprünglich M49A2) und als Zünder wird der M6A1 Zug- und Druckzünder mit vorgespanntem Schlagbolzen verwendet. Die Aufnahme für den Zünder befindet sich neben dem Geschossbecher und ähnelt einem Stifthalter. Die Mine M2 ist olivgrün mit schwarzer Basis und gelben Markierungen. Ab der Version M2A3 ist die Mine olivgrün mit gelber Basis und schwarzen Beschriftungen. Die entsprechenden nicht explosiven Übungsminen sind schwarz (inert) oder hellblau (Rauchladung) mit weißen Markierungen. Der Tubus des Geschosses ist bei der M2A3 beschriftet mit MINE ANTI-PERSONNEL.M2A3.

## Funktion
Jede Mine wird in einem Pappschachtel mit 4 × 8 m Drahtspulen für Stolperdrähte u. Ä. geliefert. Der Draht ist olivgrün oder sandfarben. Es werden 10 (M2A1) oder 6 (M2A4) Pappschachteln in einer Holzkiste geliefert. Die Mine wird so im Boden eingegraben, dass das Geschoss mit Erde bedeckt ist und der Zünder etwas aus dem Boden herausragt. Der Zünder kann nun mit einem Stolperdraht verbunden werden. Da der Zünder aus dem Boden herausragt wird er z. B. mit leichten Pflanzenteilen getarnt um eine Erkennung durch den Feind zu erschweren. Anschließend wird der Sicherungsstift entfernt: Die Mine ist nun scharf. Wird jetzt der Zünder mit Zug- oder Druckkraft belastet oder der Stolperdraht ausgelöst aktiviert der Zünder eine Treibladung aus Schießpulver, die das Geschoss aus dem Boden heraus nach oben schießt. In einer Höhe von 2 – 3 m explodiert dann der Verzögerungszünder und die Fragmente des Splittersprengkopfes des Geschosses verteilen sich im Umkreis. In einer Entfernung von bis zu 10 – 18 Metern muss bei Menschen mit tödlichen, und bis 100 Metern mit leichteren Verletzungen gerechnet werden. Selbst in 150 Metern Entfernung besteht noch eine Gefährdung. Bei großflächiger Nutzung von Springminen wie der M2 werden diese häufig zusammen mit (metallarmen) Druckminen verlegt, um eine Überwindung oder Räumung des verminten Bereiches zu erschweren. Die M2 kann auch verwendet werden, indem nicht der Feind die Mine auslöst, sondern vom Zünder der Mine ein Zugdraht (statt des Stolperdrahts) zu einer eigenen Stellung mit entsprechender Deckung verläuft, aus der heraus eigene Kräfte die Mine auslösen können.

## Entschärfung
Da die M2 viel Metall enthält und der Auslöser z. T. aus dem Boden herausragt, kann sie mittels Metalldetektor und per Auge relativ leicht erkannt werden. Die erkannte Mine kann dann durch qualifizierte Personen entschärft werden, indem man ein passendes Objekt, z. B. eine Nadel oder ein Stück Draht, vorsichtig in die Öffnung für den Sicherungsstift einführt und den Zünder aus der Mine herausschraubt.

## Varianten
Die einzelnen Varianten der in den USA produzierten Exemplare der M2 unterscheiden sich bezüglich Zünder und Basis der Mine. Frühe Exemplare verfügten über eine große, dünne, flache und runde Basis, während bei späteren Exemplaren die Basis kleiner und dicker war. Spätere Versionen verfügten zudem über eine verbesserte Wasserdichtigkeit, die zusammen mit der Massenproduktion eines der Hauptprobleme der M2 war. Die USA entwickelten die folgenden Varianten:
- M2 – Geschosstubus wird an Basis genietet[2]
- M2A1 – Geschosstubus wird an Basis angelötet[2]
- M2A1B
- M2A1B1 – Variante der M2A1B unter der Nutzung des gleichen Geschosses, allerdings ist der Halter für den Zünder und der Minenkörper in einem Bauteil aus Gusseisen zusammengefasst, um die Massenproduktion zu vereinfachen. Die Mine war 96 mm breit, 220 mm hoch und wog 3248 g.[12]
- M2A2 – Truppenmodifikation mit Leinentasche (für Wasserschutz)
- M2A3 – Diese Variante und nachfolgende wurden im Zweiten Weltkrieg genutzt. Der Hauptunterschied zu späteren Varianten scheint eine stärkere Treibladung zu sein.[13] Der Geschosstubus wird in die Basis aus Stahl eingepresst[2]
- M2A3B1 – Geschosstubus, Zünderaufnahme und Basis werden in einem Stück aus Gusseisen zusammengefasst. Die Mine ist zu schwer und wird nicht akzeptiert.[2]
- M2A3B2 – Geschosstubus und Zünderaufnahme aus Stahl werden in Basis aus Gusseisen eingepresst[2]
- M2A4 – Geschosstubus und Zünderaufnahme aus Stahl werden an Basis aus Stahl angeschweißt[2]
- M2A4B1
- M2A4B2 – Geschosstubus und Zünderaufnahme aus Stahl werden an Basis aus Gusseisen angeschweißt[2]

Zu Simulationszwecken gibt es die Übungsmine M8 bzw. M8A1. Sie entspricht in Form und Funktion der M2, ist jedoch hellblau und stößt bei Auslösung ein Geschoss aus Pappe oder Rauch aus.

## Hersteller
- USA, auch Entwickler
- Belgien, Kopie als PRB M966
- Pakistan, Kopie als P7
- Portugal, Kopie als M/966
- Taiwan, Kopie

## Bekannte Einsatzorte
- Angola[15]
- Iran
- Irak
- Korea
- Laos
- Mosambik[16]
- Namibia[17]
- Oman
- Ruanda
- Tunesien
- Westsahara[18]
- Zypern